# Brittany Tiplady
Brittany Alexandra Tiplady (Richmond, 21 gennaio 1991) è un'attrice canadese.

## Carriera
La sua popolarità è dovuta principalmente al ruolo di Jordan Black nella serie televisiva Millennium.
Ha inoltre lavorato con Jack Nicholson nel film La promessa interpretando il ruolo di Becky Fiske, amica di una compagna di classe brutalmente uccisa da un maniaco.
Oggi è una giornalista freelance, cofondatrice della rivista femminile Looselipsmag e responsabile di StoryHive, un portale dedicato a cinema e musica.
Nel 2017 ha sposato Ryan McPherson.

## Filmografia

### Cinema
- La promessa (The Pledge), regia di Sean Penn (2001)
- Hot Rod - Uno svitato in moto (Hot Rod), regia di Akiva Schaffer (2007)

### Televisione
- Millennium - Serie TV (1996-1999)
- La metà ignota (Echo), regia di Charles Correll - Film TV (1997)
- X-Files (The X-Files) - Serie TV (1999)
- Il venditore dell'anno (Door to Door), regia di Steven Schachter - Film TV (2002)

## Doppiatori italiani
Nelle versioni in italiano delle opere in cui ha recitato, Brittany Tiplady è stato doppiato da:
- Joy Saltarelli in Millennium